# Mordechaj Elgrabli
Mordechaj Elgrabli (hebrejsky: מרדכי אלגרבלי, narozen 14. července 1944) je izraelský politik a bývalý poslanec Knesetu za strany Daš, Tnu'a demokratit a Mifleget ha-ichud.

## Biografie
Narodil se ve městě Meknes v Maroku. Náboženské židovské vzdělání získal v Maroku. Angažoval se zde ve skautském hnutí. V roce 1964 přesídlil do Izraele. Vystudoval ekonomii a matematiku na Hebrejské univerzitě.

## Politická dráha
V roce 1969 se stal předsedou hnutí Oded. V letech 1971–1977 zastával post ředitele odboru plánování na ministerstvu školství a kultury. V roce 1977 vstoupil do strany Daš. V izraelském parlamentu zasedl po volbách v roce 1977, do nichž šel za stranu Daš. Stal se členem parlamentního výboru pro vzdělávání a kulturu, výboru práce a sociálních věcí a výboru finančního. Předsedal výboru pro prověření systénu základního školství a školské reformy. V průběhu volebního období se poslanecký klub Daš rozpadl. Elgrabli v roce 1980 opustil stranu Daš, přešel do formace Tnu'a demokratit a roku 1981 se připojil ke straně Mifleget ha-ichud. Ve volbách v roce 1981 mandát neobhájil.